# Circonscription de Finote Selam
La circonscription de Finote Selam est une des 135 circonscriptions législatives de l'État fédéré Amhara, elle se situe dans la Zone Ouest Godjam. Sa représentante actuelle est Mulunesh Mekonnen Belay.